# Ageratum salvanaturae
Ageratum salvanaturae là một loài thực vật có hoa trong họ Cúc. Loài này được B.Smalla & N.Kilian mô tả khoa học đầu tiên năm 2001.